# Roby (Texas)
Roby é uma cidade localizada no estado norte-americano de Texas, no Condado de Fisher.

## Demografia
Segundo o censo norte-americano de 2000, a sua população era de 673 habitantes.
Em 2006, foi estimada uma população de 628, um decréscimo de 45 (-6.7%).

## Geografia
De acordo com o United States Census Bureau tem uma área de
1,9 km², dos quais 1,9 km² cobertos por terra e 0,0 km² cobertos por água. Roby localiza-se a aproximadamente 611 m acima do nível do mar.

## Localidades na vizinhança
O diagrama seguinte representa as localidades num raio de 40 km ao redor de Roby.